# Hemimycena pseudogracilis
Hemimycena pseudogracilis är en svampart som tillhör divisionen basidiesvampar, och som först beskrevs av Robert Kühner och Maire, och fick sitt nu gällande namn av Rolf Singer. Hemimycena pseudogracilis ingår i släktet Hemimycena, och familjen Chromocyphellaceae. Arten är reproducerande i Sverige.